# Leptotes perkinsae
Leptotes perkinsae is een vlinder uit de familie van de Lycaenidae. De wetenschappelijke naam van de soort is voor het eerst geldig gepubliceerd in 1931 door Kaye.